# Baltimore club
Genres dérivés
Philly party music, Jersey club, fidget house
Le Baltimore club, également appelé Bmore club, Bmore house ou simplement Bmore, est un genre musical dérivé du breakbeat, du hip-hop et de la house. Le genre est lancé à Baltimore, aux États-Unis, à la fin des années 1980 par Luther Campbell des 2 Live Crew, Frank Ski, Big Tony (ou Miss Tony), Scottie B. et DJ Spen.
Le Baltimore club se base sur une structure 4/4, et se caractérise par un tempo oscillant entre 130 et 140 BPM,,. Il s'accompagne de snippets vocaux répétitifs dignes des genres musicaux trap, bounce, ghetto house et ghettotech. Ces échantillons sonores sont souvent tirés d'émissions télévisées comme Sanford and Son et Bob l'éponge. Les pistes instrumentales s'accompagnent de breakbeats échantillonnés, issus en particulier des chansons Sing Sing du groupe de disco Gaz et Think (About It) de Lyn Collins.

## Histoire
Le Baltimore club est lancé dans les disquaires locaux de Baltimore initialement par Scottie B, Shawn Caesar et DJ Equalizer. Ils sont ensuite rejoints par DJ Patrick, Kenny B, DJ Class, et Diamond K, notamment. Ils s'inspirent de leurs sets et productions issus des chansons britanniques de breakbeat hardcore. Le label discographique britannique The Blapps! Records fait paraître de nombreuses chansons du genre entre 1989 et 1992 considérées comme des classiques dans le genre Baltimore, et dans la scène rave britannique. Don't Hold Back, Too Much Energy et Let the Freak sont repris et massivement jouées par des disc jockeys et producteurs. Au début des années 1990, le Baltimore club se popularise au North Jersey, en particulier dans le genre Jersey club de Newark, dans le New Jersey, développé par DJ Tameil.
Dans les années 2000, le genre se popularise dans la scène rock underground de Baltimore. Le Baltimore club est mis à l'honneur dans le magazine Spin de janvier 2006. Rod Lee (en) est décrit comme « le don original du Baltimore Club » par The Washington Post en 2005. À la fin des années 2000, le genre décline complètement jusqu'à son retour absolu en 2014.